# モーゼルHSc
モーゼルHSc (Mauser HSc) は、1937年にドイツのモーゼル社で開発された、自動拳銃である。

## 概要
3種類の口径があり、小さい順に22口径 (5.6mm)、32口径 (7.65mm)、38口径 (9mm) となる。HSは"Hahn-Selbstspanner"の略（ドイツ語で「ダブルアクション」）で、cは3番目に開発された機種の意味。元になる試作品としてHSa、HSbが存在した。
警察用に開発されたワルサーPP（PPKも含む）と比べるとHSc独特の直線を基準にしたデザインは、軍用拳銃の条件の一つである「製作が容易で、戦時下で需要が増した場合でも大量生産できる事」を計算にいれて設計されたと思われる。

## 沿革
生産開始は第二次世界大戦中の1940年。ナチス・ドイツ軍の将校用（ゲシュタポも使用したと言う説もある）に生産されていたが、モーゼル社は戦後、銃器の製造を禁じられ残存パーツでフランスが短期間、製造した。モーゼル社自体、工場をはじめ生産設備の大半を戦災で失ったうえに連合国軍、特に旧ソ連の主張でモーゼル社は解散させられてしまい長期間製造は行われなかったが、1949年に旧モーゼル社の技術者と従業員が主として創立したヘッケラー&コッホ (H&K) 社の民間用小火器製造部門が1960年代に分離独立して、新生モーゼル社を設立し、1968年にルガーP08型拳銃（商品名 モーゼル・ニューパラベラムP-08）と、同時に再生産される様になり各国に輸出され、同じ口径のワルサーPPと共に、護身用として使用されている。モーゼル社製のHScは、1977年に「One of five thousand」と銘打った5000丁が最後のモデルで、以後の生産はイタリアのレナートガンバ社で行ない、モーゼル社が供給する体制で現在に至っている。

## バリエーション
- レナートガンバ/モーゼルHSc80
HScをベースに装弾数の増加等の改良型で、モーゼル社のライセンス生産を取り、レナートガンバ社がイタリア国内で生産したもの。アメリカ合衆国向けにはモーゼルHScスーパーの名称でインター・アームズ社が輸入し販売している。HScの名がついているが、デザインは少々、変えてある。

## 登場作品

### 映画
『ネバーセイ・ネバーアゲイン』
ボンドが使用
『アヴァロン』
主人公アッシュの拳銃。クライマックスではC96も使用する。
『冒険者たち』
最後の場面でトレンチコートの悪役が使用
『吼えろ脱獄囚』
佐藤允演じる大木竜介が使用。

### 漫画
『ワイルド7』 (望月三起也)
「コンクリートゲリラ」、「黄金の新幹線」編で使用。

### 小説
『鏖殺の凶鳥』（文庫名：『凶鳥〈フッケバイン〉 ヒトラー最終指令』）
ドイツ国防軍特殊降下猟兵中隊を率いるグロスマイスター大尉の私物として登場。
大藪春彦が著したアクション小説群
伊達邦彦愛銃ほか、初期作品に多く登場する。
『野獣死すべし』
『凶銃ルガーP08』
『戻り道はない』
『戦いの肖像』
『血の挑戦』
『野獣都市』
『ウィンチェスターM70』

### ゲーム
『バイオハザード RE:2』
ブルームHcの名称で、エイダ・ウォンの初期武装として登場。弾薬は9x19mmパラベラム弾を使用し、装弾数も9発となっている。